# Stadionul CFR Pașcani
Stadionul CFR Pașcani este un stadion din Pașcani care este folosit de echipa CSM Pașcani